# Jacek Magiera
Jacek Magiera (Częstochowa, 1977. január 1. –) lengyel korosztályos válogatott labdarúgó, edző. 2023 óta a Śląsk Wrocław vezetőedzője.

## Pályafutása

### Labdarúgóként
Magiera a lengyelországi Częstochowa városában született.
1991-ben mutatkozott be a Raków Częstochowa felnőtt keretében. 1997-ben a Legia Warszawa szerződtette. A 2000–01-es szezonban a Widzew Łódź, majd 2006-ban a Raków Częstochowa csapatát erősítette kölcsönben. 2006-ban a Cracoviához igazolt.
Az U16-os és az U17-es korosztályú válogatottakban képviselte Lengyelországot.

### Edzőként
Magiera 2016-ban a Zagłębie Sosnowiec edzője volt. 2016-ban az első osztályban szereplő Legia Warszawához igazolt. 2018 és 2021 között a lengyel U20-as válogatottnál töltött be edzői pozíciókat. 2021-től 2022-ig, majd 2023. április 21-étől mostanáig (2023) újra a Śląsk Wrocław vezetőedzője.

## Sikerei, díjai

### Játékosként
Legia Warszawa
- Ekstraklasa
  - Bajnok (2): 2001–02, 2005–06

- Lengyel Kupa
  - Győztes (1): 1996–97

- Lengyel Szuperkupa
  - Győztes (1): 1997

- Lengyel Ligakupa
  - Győztes (1): 2001–02

Lengyelország U16
- U16-os labdarúgó-Európa-bajnokság
  - Győztes (1): 1993

### Edzőként
Legia Warszawa
- Ekstraklasa
  - Bajnok (1): 2016–17

Egyéni
- Ekstraklasa – A Hónap Edzője: 2021 július